# 北京湖广会馆

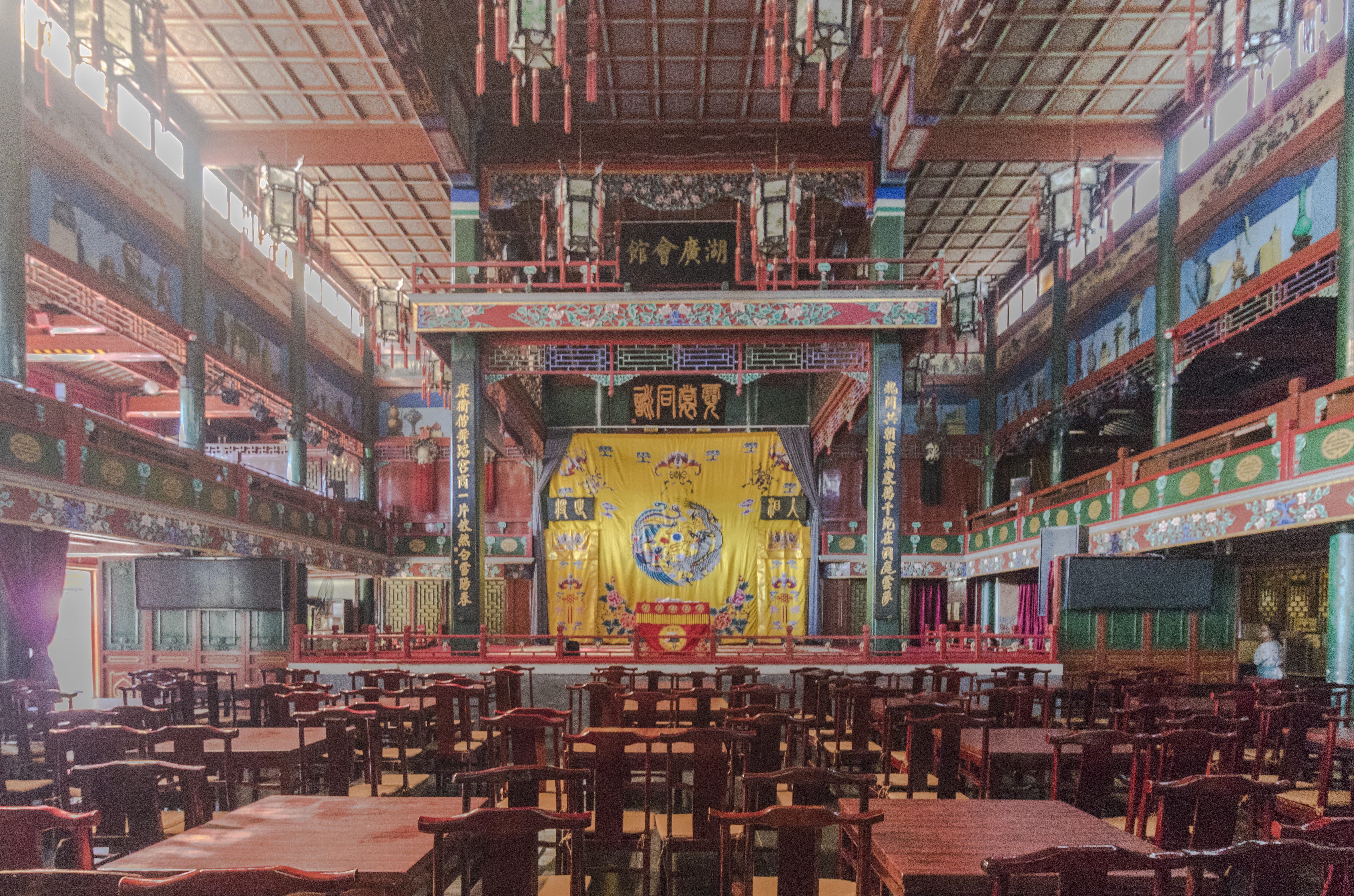
北京湖广会馆戏楼内部

北京湖广会馆，位于北京市西城区虎坊路3号，是清朝时设在北京的湖广同乡联谊场所。北京湖广会馆戏楼至今仍在演出传统戏曲、曲艺，是北京有名的传统戏楼。

## 历史
北京地区的湖广同乡会馆，最早可追溯到明朝。明朝万历年间，内阁首輔张居正将私宅捐建全楚会馆。沈德符《万历野获编·补遗·凶宅》记载，“京师全楚会馆，故江陵相第，壮丽不减王侯，特分宜旧第四分之一。右一小房，为京师富人徐性善所得，后坐他事籍没。自严及张迄徐，未三十年，三遭抄没，其为凶宅可知。”可见此宅原先为严嵩的宅第，后归张居正，此后才改为全楚会馆。根据考证，这处全楚会馆的地址在南半截胡同、北半截胡同以东，丞相胡同（今菜市口大街）以西，与今天的北京湖广会馆不在一地。
北京湖广会馆的原址曾是清朝官员和名人的故居。据史料记载，乾隆、嘉庆年间大臣在此居住过，如刘权之、王杰等等。嘉庆十二年（1807年），在京官员刘权之（刘云房，湖南长沙人）、李均简（李秉和，湖北黄冈人）等人倡议在此修建湖广会馆。道光十年（1830年）年初团拜时，蒋祥墀（蒋丹林）、何凌汉（何仙槎）倡议集资扩建戏楼，作为湖广同乡集会、公宴的场所。同年，叶继雯（叶云素）将监馆私宅捐给湖广会馆，使湖广会馆面积扩大。道光二十九年（1849年），曾国藩等人倡议重修，设置亭榭等建筑，总面积扩大到约4700多平方米。同治九年（1870年），曾国藩在这里办六十大寿。光绪二年（1876年），长沙人搜集李东阳（李文正公）手书的《丛桂堂诗》、《致仕诗》、《慈恩寺诗》以及“旧时风景”四个字摹临上石嵌在湖广会馆的宝善堂墙壁内。光绪十八年（1892年），茶陵谭钟麟（谭文卿）制军、江夏张仲炘（张次珊）通参主持重修湖广会馆。光绪二十六年（1900年）庚子事变，八国联军侵入北京，八国联军中的美军提督一度将湖广会馆作为美军司令部。光绪三十四年（1908年），第四次留学毕业生考试及弟诸君在湖广会馆举办团拜宴会。
1912年8月25日，中國國民黨在湖廣會館舉行成立大会，孙中山当选为国民党理事长。
中华民国成立后，北京湖广会馆经常承办各种会议和活动。民国元年（1912年）春，财政部印刷局（今541厂）工人因受辛亥革命影响，部分人参加“印刷同业进化会”，李鹤岩、王梦兰、贝允卿、张贻等人在湖广会馆开会，决定“工人要团结要组织起来，有话敢说，研究技术，改善生活。”民国元年五月七日，统一党人在湖广会馆开会欢迎章太炎，报纸报道称；“北京统一党日前假湖广会馆开会，在京党员五六百人到会，首由章炳麟演说该党宗旨之正大，次由唐蔚芝演说进行方法，后由徐、龚诸君相继布告各处党员日见增多，合计达三四千以上，并述该党归入民社之理由等。”民国五年（1916年），梁启超在湖广会馆内宣讲宪法纲领。
孙中山曾先后五次来湖广会馆。1912年8月24日，孙中山经天津抵达北京。1912年8月25日上午10时，在北京的旧同盟会员在湖广会馆为孙中山开欢迎大会。1912年8月25日下午，国民党成立大会在湖广会馆举行，孙中山在会上演说约两小时，大会推举孙中山、黄兴、宋教仁等9人为理事，阎锡山、张继、李烈钧、柏文蔚、于右任等30人为参议。1912年8月30日下午，孙中山来湖广会馆参加北京学界欢迎大会。1912年9月4日下午，孙中山参加共和党本部的欢迎会并发表演说，解释国民党的三民主义。1912年9月15日，孙中山在离开北京前两日，又到湖广会馆参加国民党办的欢迎会，会后参观了彰仪门大街国民党本部。
民国九年（1920年）五月，两湖旅京人士在湖广会馆筹设两湖善后协会，以便救济两湖的灾民。民国十四年（1925年）六月十四日，湖北旅京同乡全体，在湖广会馆开紧急大会，讨论汉口英军惨杀同胞案，决定组织湖北旅京同乡后援会。民国十六年（1927年），湖广会馆成立120周年纪念，正月公祭湖广乡贤并举办团拜。民国十六年五月初五公祭屈原，同年刊行《湖广会馆纪略》。民国十九年（1930年）八月，董事会改组，推举甘鹏云（甘药樵）为董事长，吴家驹（吴子昂）等人为董事。民国三十二年（1943年）十月，修竣湖广会馆内的子午井并且建井栏。
湖广会馆戏楼还是北京重要的戏曲演出场所。京剧名家谭鑫培、余叔岩、梅兰芳、程砚秋、陈德霖等人以及京剧名票王直君等人都曾在此演戏。据说清朝每年正月，两湖旅京人士都要在湖广会馆戏楼举办团拜并请名伶演剧三日，京剧名家谭鑫培、余叔岩等都曾在此演戏。中华民国成立后，这种习惯逐渐废除。
中华人民共和国成立后，北京的各个会馆起初保留其产权，成立会馆财产管理委员会，以取代馆长、同乡会行使管理权。1956年，会馆的会产全部移交政府，变为北京市国有资产。
1984年，湖广会馆被公布为北京市文物保护单位。1994年，北京市天桥投资开发公司对湖广会馆全面修复。其中包括大戏楼、文昌阁、楚畹堂、风雨怀人馆、宝善堂等建筑。1996年5月大戏楼对社会开放，每晚由北京京剧院演出。文昌阁、乡贤祠辟为北京市戏曲博物馆。
2019年10月7日公布为第八批全国重点文物保护单位。2022年4月，湖广会馆再次启动修缮。2024年1月5日，经再次修缮的湖广会馆大戏楼重新开放。

## 建筑
湖广会馆的主要建筑有：
- 大门：嵌有砖雕[4]。

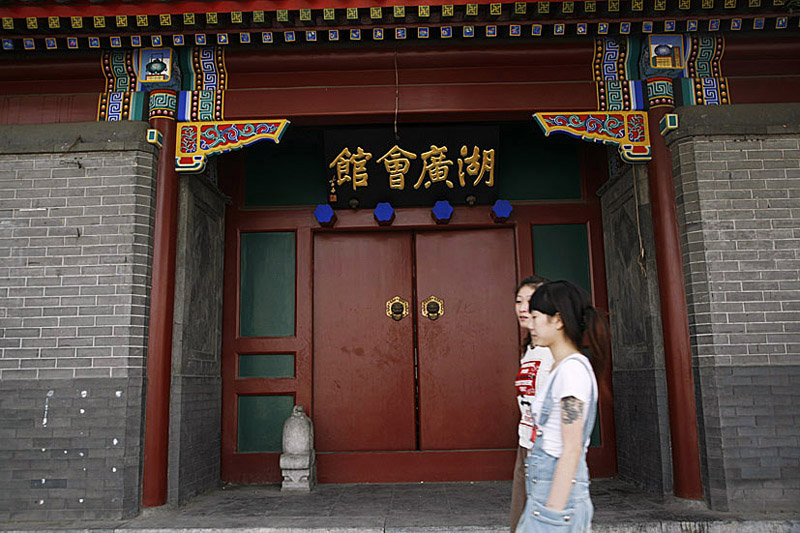

- 戏楼：位于前院。后台十间，前台北、东、西三面为看楼，上下合计四十间，中有广场[4]。
- 乡贤祠、文昌阁：位于中院（今为后院）。乡贤祠为北屋三间。文昌阁在乡贤祠楼上，阁内供奉“文昌帝君神位”[4]。
- 宝善堂：位于后院中院，坐北朝南，面阔五间，东西有长廊[4]。
- 楚畹堂：位于西院，前后各三间[4]。
- 风雨怀人馆：位于乡贤祠和文昌阁的后室，面阔三间，建在高台上，两侧有斜廊可上下，传为曾国藩设计[4]。
- 花园：内有假山、亭榭，种植草木[4]。
- 子午井：位于乡贤祠前。口径约2尺，深过7丈。过去每天逢子时、午时，井内清泉上涌，水的味道比平时清甜。子午井于1970年代填平，其上盖起小房，井口挪到不远处砌渗水池用。1996年修复，汉白玉高井台是重修时新砌。井台四周有护栏，刻有铭文，傅岳棻撰序，作于民国三十二年（1943年）淘井竣工时，其中记述子午井的得名和其地始末。兹节录一段[4]：

湖广馆文昌阁之下有井曰子午，纪文达《阅微草堂笔记》云‘子午二时汲则甘，余时则否，其理莫明，或曰阴起午中，阳生子半，与地气应也。‘然二时何以水味独甘，其理究不可知，或说亦末足据。其地为徐司冠乾学憺园，岳襄勤锺琪、刘文恪权之、张运使惟寅、纪文达昀、王文瑞杰相继居此，最后归汉阳叶氏平安馆。自云素给谏传孙昆臣、润臣，两广事覆，乃捐为两湖会馆，地既历为名贤所居，而井泉又灵异莫测，则斯井亦宣南一掌故也。岁久不修，井以湮塞，癸未之秋，阳新石荣暲荩年襄理馆事，言于总董吴家驹子昂，重加修葺，淘其秽积，浚其污垫，于是泉脉复通，其水味之应时而甘果不虚也，……斯井在文昌阁下，在久不改而灵异殊常，今兹塞而复通，井养而不知其为吾两湖文明大启之象乎，爰瓷石为阑属予铭之，垂际久远，余故序其缘起如此。
如今，湖广会馆仅存前院和中院及部分附属群房，原大门保存尚完整。后院建筑已于1970年代拓宽骡马市大街时拆除。